# رولاند بوتشر
رولاند بوتشر (14 أكتوبر 1953 في باربادوس - ) (بالإنجليزية: Roland Butcher)‏ هو لاعب كريكت أسترالي.

## وصلات خارجية
- رولاند بوتشر على موقع إي آس بي آن كريك إنفو (الإنجليزية)